# صفوان بحر الدين
محمد صفوان بن بحر الدين (ولد 22 سبتمبر 1991) هو لاعب كرة قدم سنغافوري يلعب حاليا كمدافع لنادي باهانغ في دوري السوبر الماليزي.

## روابط خارجية
- صفوان بحر الدين على موقع قاعدة بيانات كرة القدم.إي يو (الإنجليزية)
- صفوان بحر الدين على موقع ناشيونال فوتبول تيمز (الإنجليزية)
- صفوان بحر الدين على موقع Soccerway.com (الإنجليزية)